# Extraordinarius brucedickinsoni
Extraordinarius brucedickinsoni – gatunek pająka z rodziny spachaczowatych i podrodziny Sparianthinae.

## Taksonomia
Gatunek ten opisany został po raz pierwszy w 2019 roku przez Cristinę A. Rheims na łamach „Zootaxa”. Jako lokalizację typową wskazano Mata da Garapa w Parque Estadual do Rio Doce na terenie gminy Timóteo w brazylijskim stanie Minas Gerais. Epitet gatunkowy nadano na cześć piosenkarza Bruce’a Dickinsona.

## Morfologia
Holotypowy samiec ma ciało długości 10,1 mm przy karapaksie długości 4,8 mm i szerokości 4,1 mm oraz opistosomie (odwłoku) długości 5,3 mm i szerokości 3,1 mm, paratypowa samica zaś ma ciało długości 11,2 mm przy karapaksie długości 4,8 mm i szerokości 3,9 mm oraz opistosomie długości 6 mm i szerokości 3,9 mm.
Karapaks samca jest brązowy z czarnymi obwódkami oczu, szarymi liniami przy jamce i rzędach tułowiowych oraz przyciemnionymi krawędziami bocznymi. Karapaks samicy jest natomiast pomarańczowy z ciemniejszymi okolicą oczu i jamką oraz czarnymi obwódkami oczu. Ośmioro oczu rozmieszczonych jest w dwóch rzędach. Wysokość nadustka jest mniejsza niż średnica oczu przednio-środkowej pary. Brązowe u samca, a brązowopomarańczowe u samicy szczękoczułki mają na przedniej krawędzi bruzdy trzy zęby, a na tylnej jej krawędzi dwa małe ząbki. U samca warga dolna i szczęki są pomarańczowe z bladożółto rozjaśnionymi częściami odsiebnymi, u samicy zaś brązowopomarańczowe z kremowo rozjaśnionymi częściami odsiebnymi. 
Kolejność par odnóży od najdłuższej do najkrótszej u samca to IV, II, I, III, natomiast u samicy pary pierwsza i druga są jednakowo długie. Barwa odnóży i nogogłaszczków jest pomarańczowa. Kształt opistosomy jest owalny. U samca barwę ma jasnożółtawokremową z bladobrązowymi kropkami i szewronami z wierzchu oraz nielicznymi bladobrązowymi kropkami na spodzie. U samicy jej barwa jest brązowokremowa, z wierzchu z brązowym nakrapianiem po bokach i brązowymi szewronami pośrodku tyłu, a od spodu z nielicznymi brązowymi kropkami. 
Nogogłaszczki samca mają goleń wyposażoną w jeden kolec prolateralny, stożkowatą apofizę wentralną oraz pojedynczą, trzykrotnie dłuższą niż szeroką, w widoku brzusznym spłaszczoną w części tylno-bocznej, a w widoku tylno-bocznym delikatnie brzusznie zakrzywioną apofizę retrolateralną. Rozwidlona na dwa wierzchołki (jeden o połowę krótszy niż drugi) apofyza medialna wyrasta z tegulum na godzinie 5:30, embolus wyrasta z niego na godzinie siódmej, a wyrostek tegulum bliższy nasadzie konduktora jest tak długi jak szeroki i silnie wcięty.
Genitalia samicy mają tak szerokie jak długie pole epigynalne, przegrodę pośrodkową płytki płciowej z przodu zaopatrzoną w trzonek o podstawie przedniej szerszej niż połowa jego największej szerokości, a boczne płaty tejże płytki przez większość przebiegu równoległe.

## Rozprzestrzenienie
Gatunek neotropikalny, południowoamerykański, endemiczny dla południowo-wschodniej Brazylii. Znany ze stanów Minas Gerais i Espírito Santo; w tym pierwszym z dwóch stanowisk, a w tym drugim z jednego.